# Општина Побору (Олт)
Побору (рум. Poboru) општина је у Румунији у округу Олт.
Oпштина се налази на надморској висини од 294 m.